# Bredäng
Bredäng est un quartier du district de Skärholmen à Stockholm en Suède.

## Situation
Bredäng est un quartier de Söderort qui borde les quartiers de Mälarhöjden et Sätra, Segeltorp dans la commune d'Huddinge et Fågelön dans la commune d'Ekerö. 
La distance de Gustav Adolfs torg à Bredängstorget est de 11,3 kilomètres et à Hornstull de 7,8 kilomètres. 
La superficie s'élève à 209 hectares de terres et 25 hectares d'eau. 
Le littoral du lac Mälaren s'étend sur 1 500 mètres de long.
Bredäng est relativement vallonné, la majeure partie se situe entre 25 et 50 mètres d'altitude. 
Bredängsskolan est situé à 62 mètres d'altitude et Bredängshemmet à 67 mètres. 
Le long des rives du lac Mälaren se trouvent la réserve naturelle de Sätraskogen (sv) et la plage de Mälarhöjdsbadet.

## Transports
Depuis 1965, Bredäng dispose de la station de métro Bredäng de la ligne T13 du métro de Stockholm. 
La station est située sur un viaduc de 180 mètres de long au-dessus de Bredängs Allé et le long de Stora sälläketets väg.

## Galerie

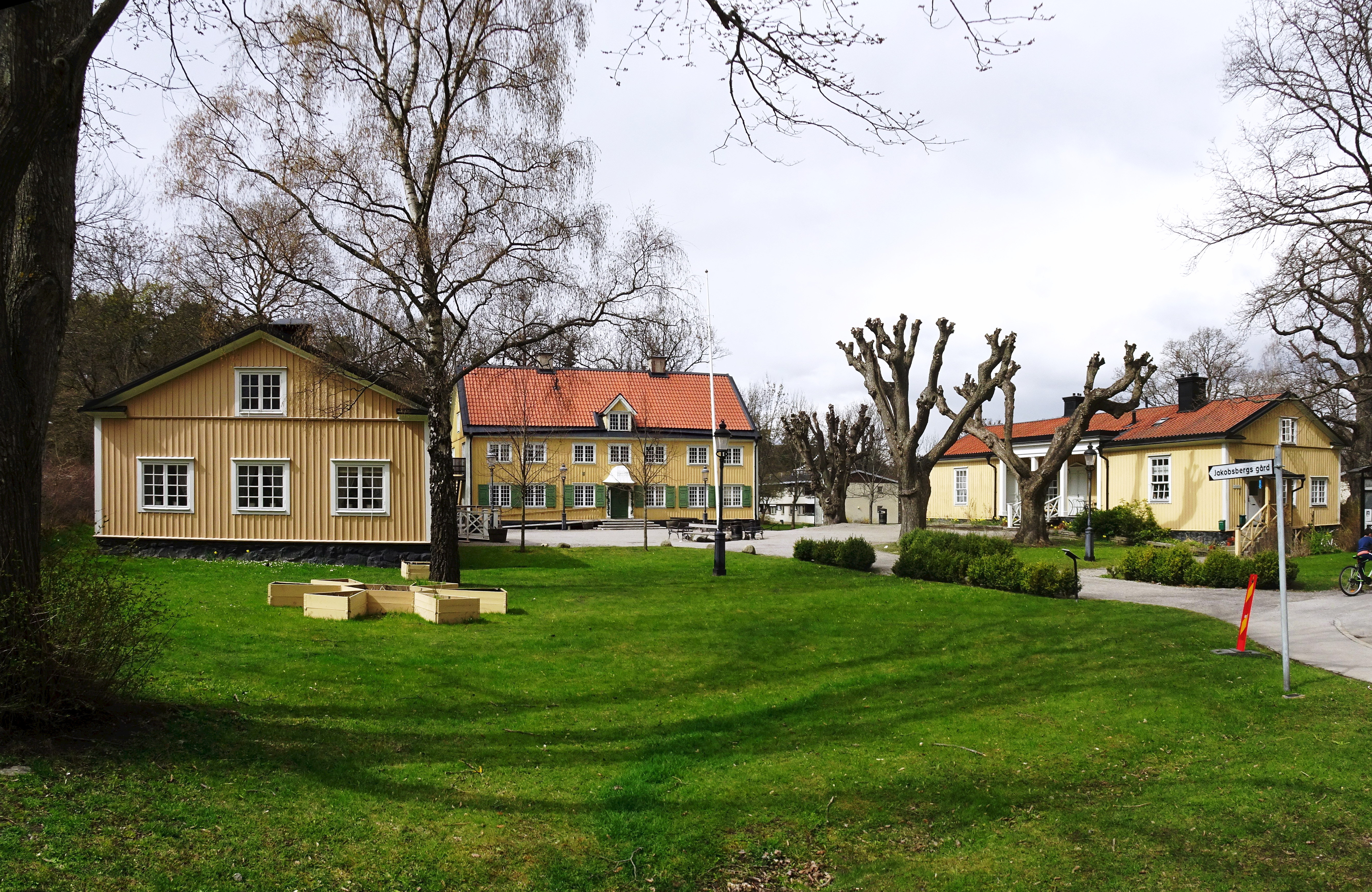
Jakobsbergs gård.
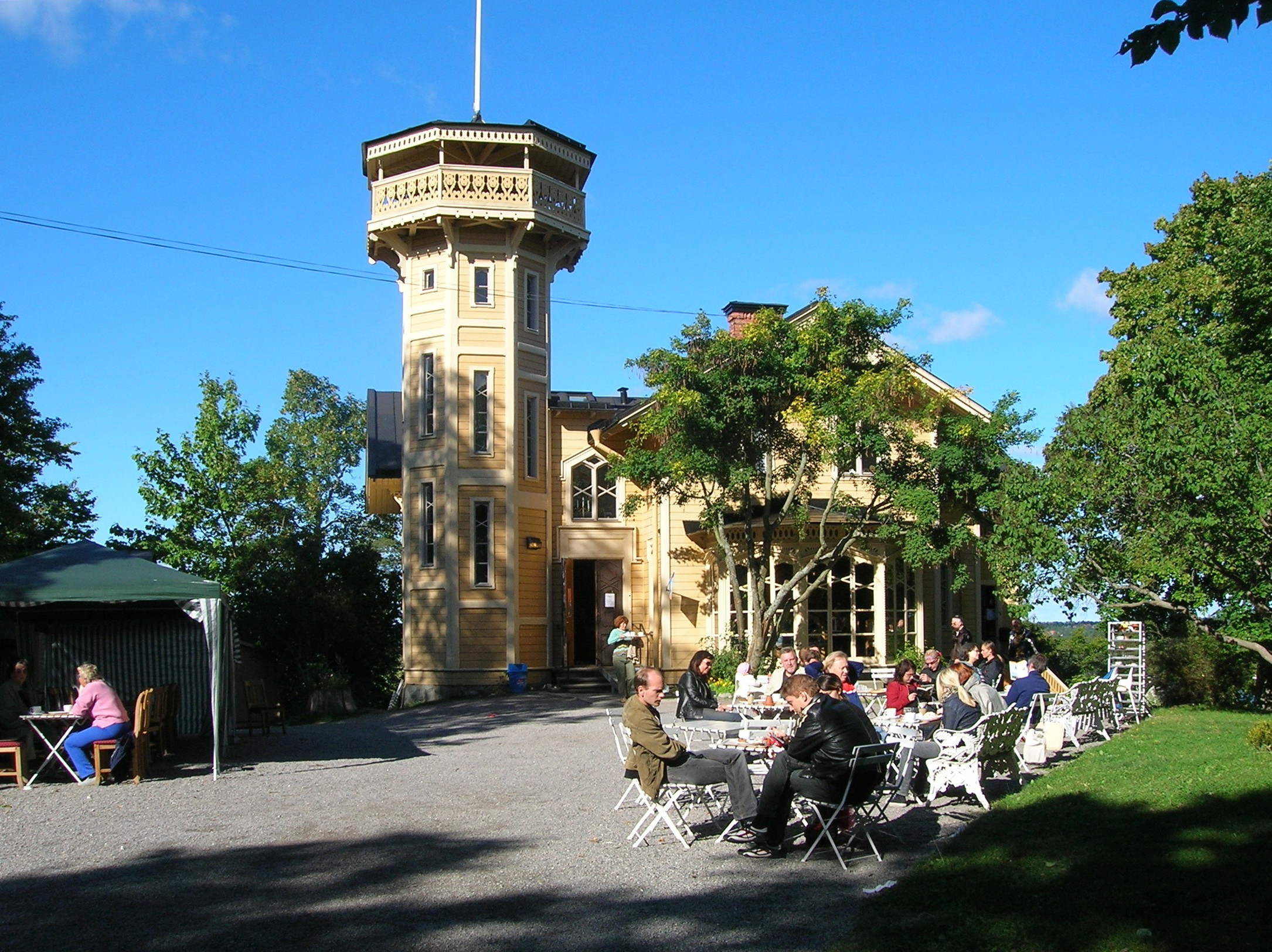
Villa Lyran.
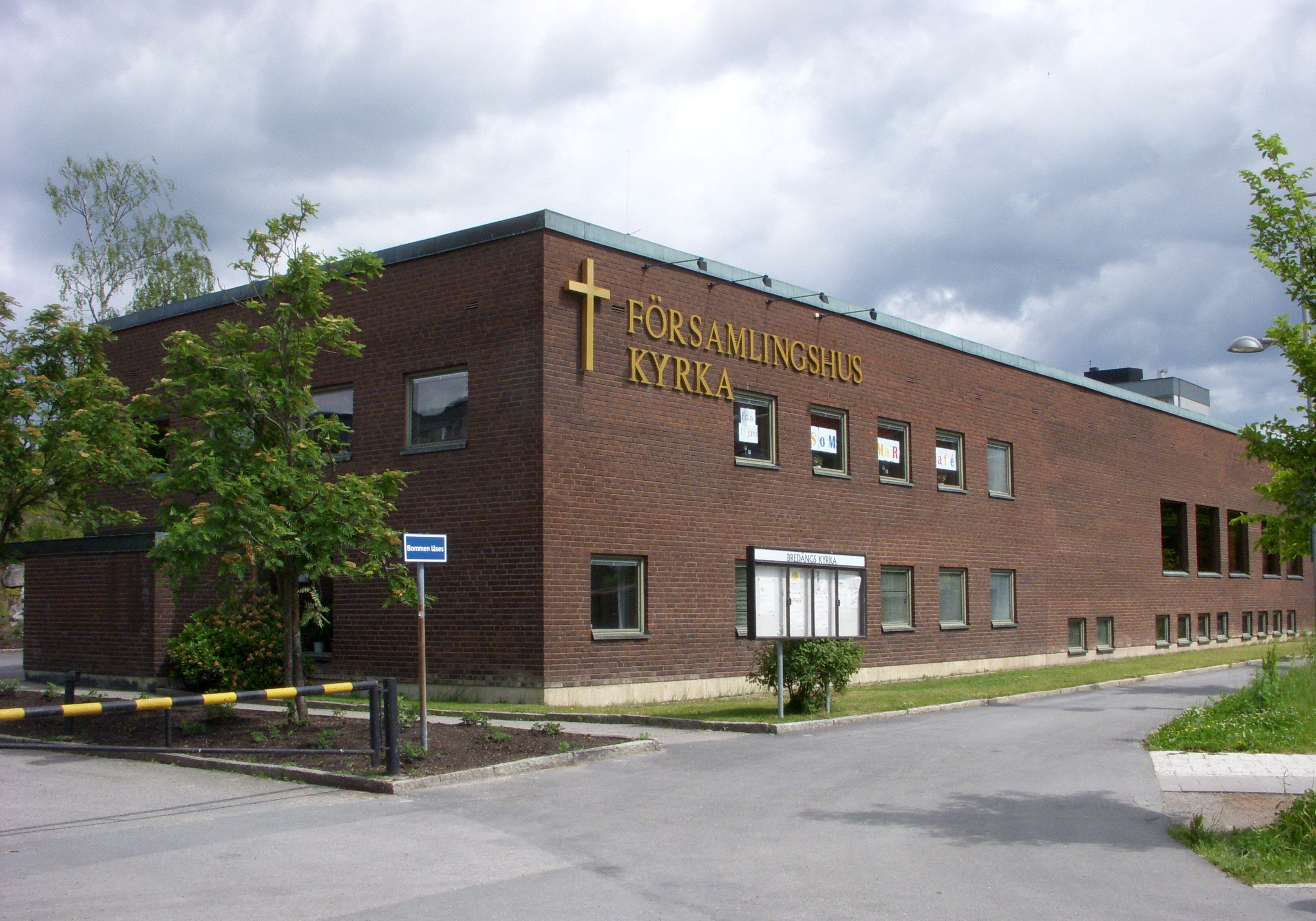
Église de Bredäng.
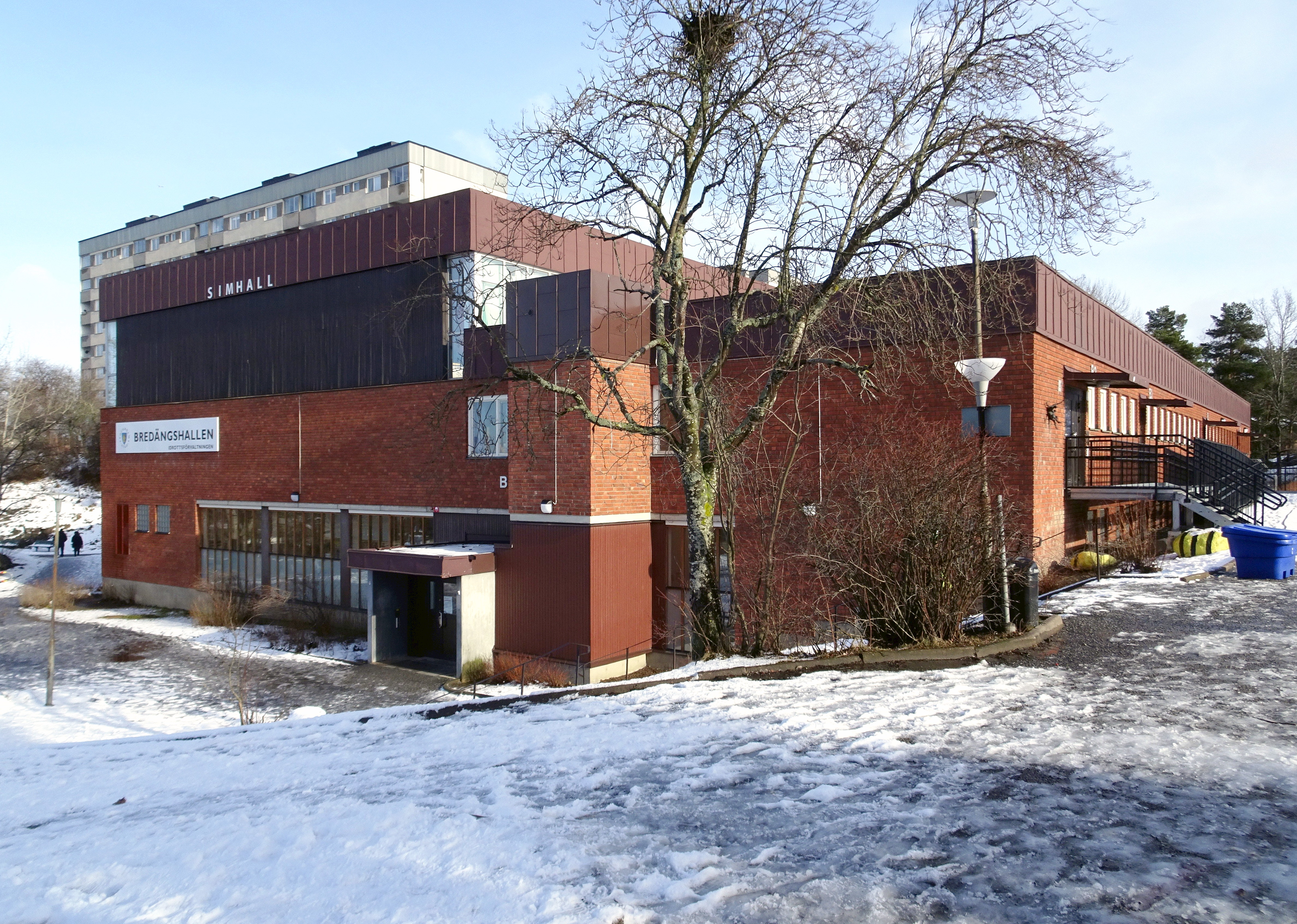
Bredängshallen.

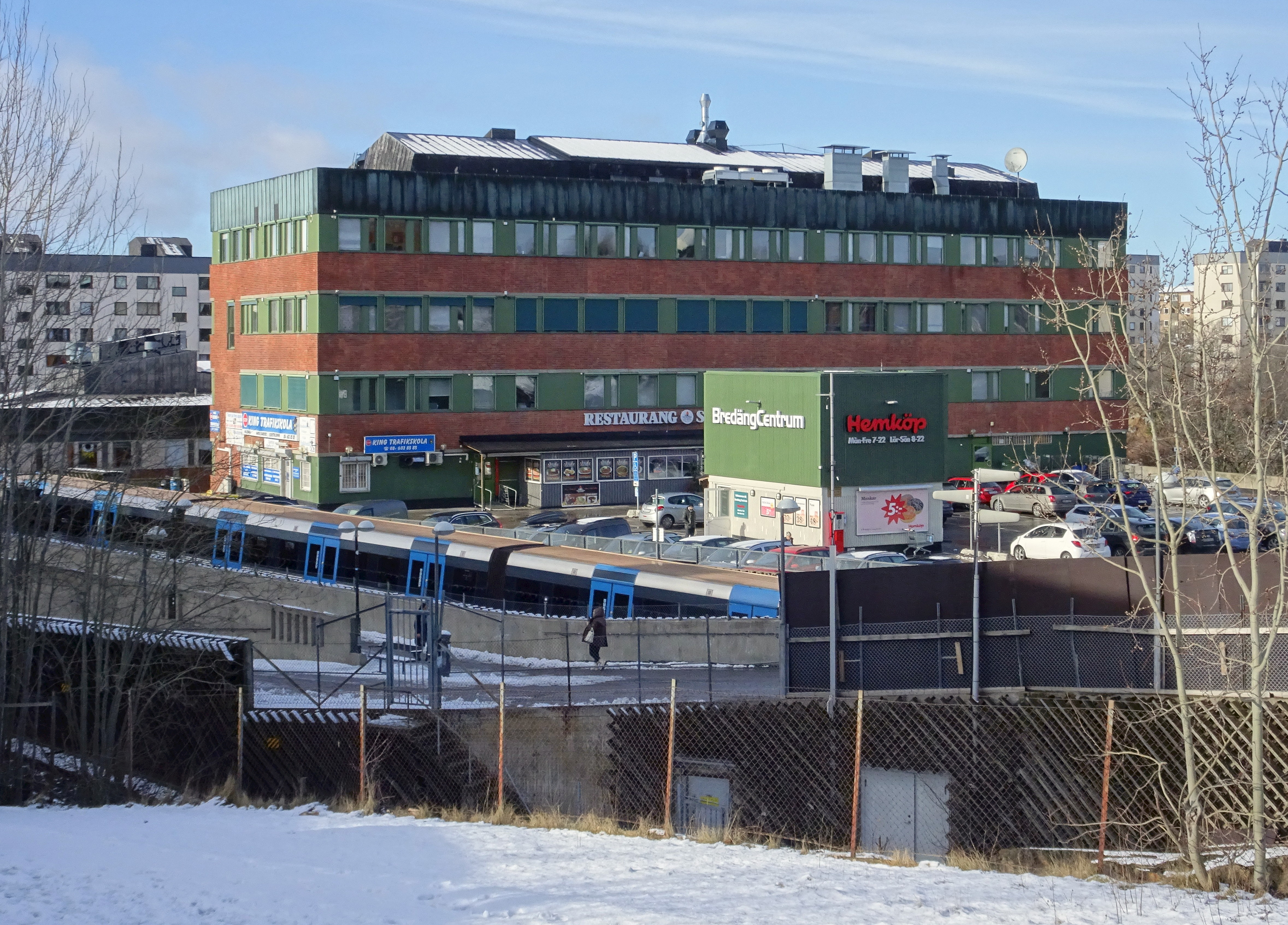
Centre de Bredäng.
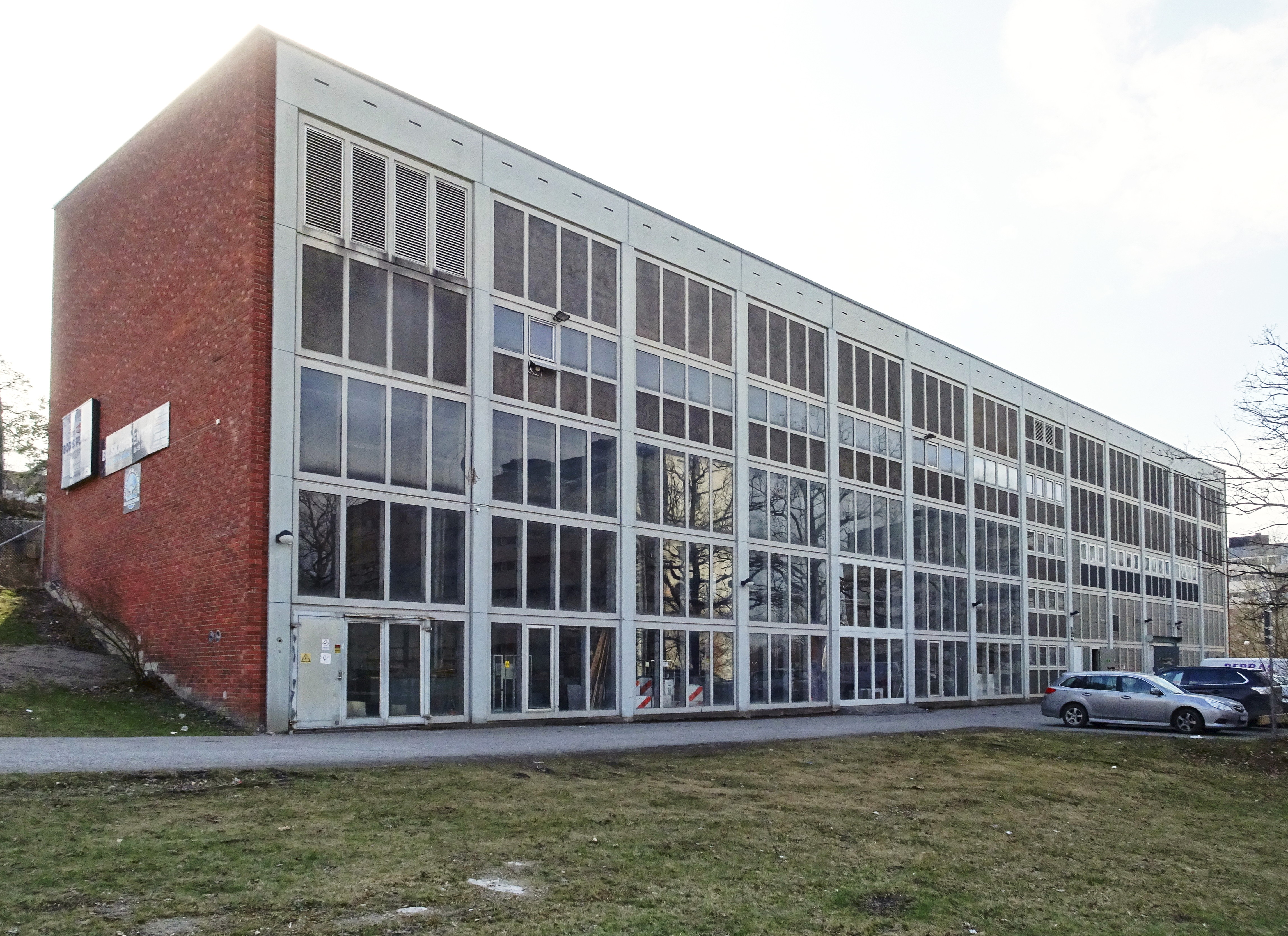
Vita Liljans väg.
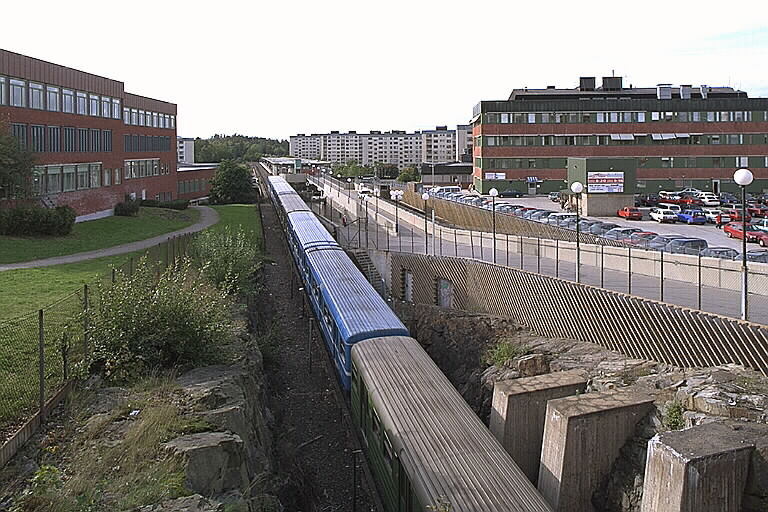
Le centre et une rame de métro.
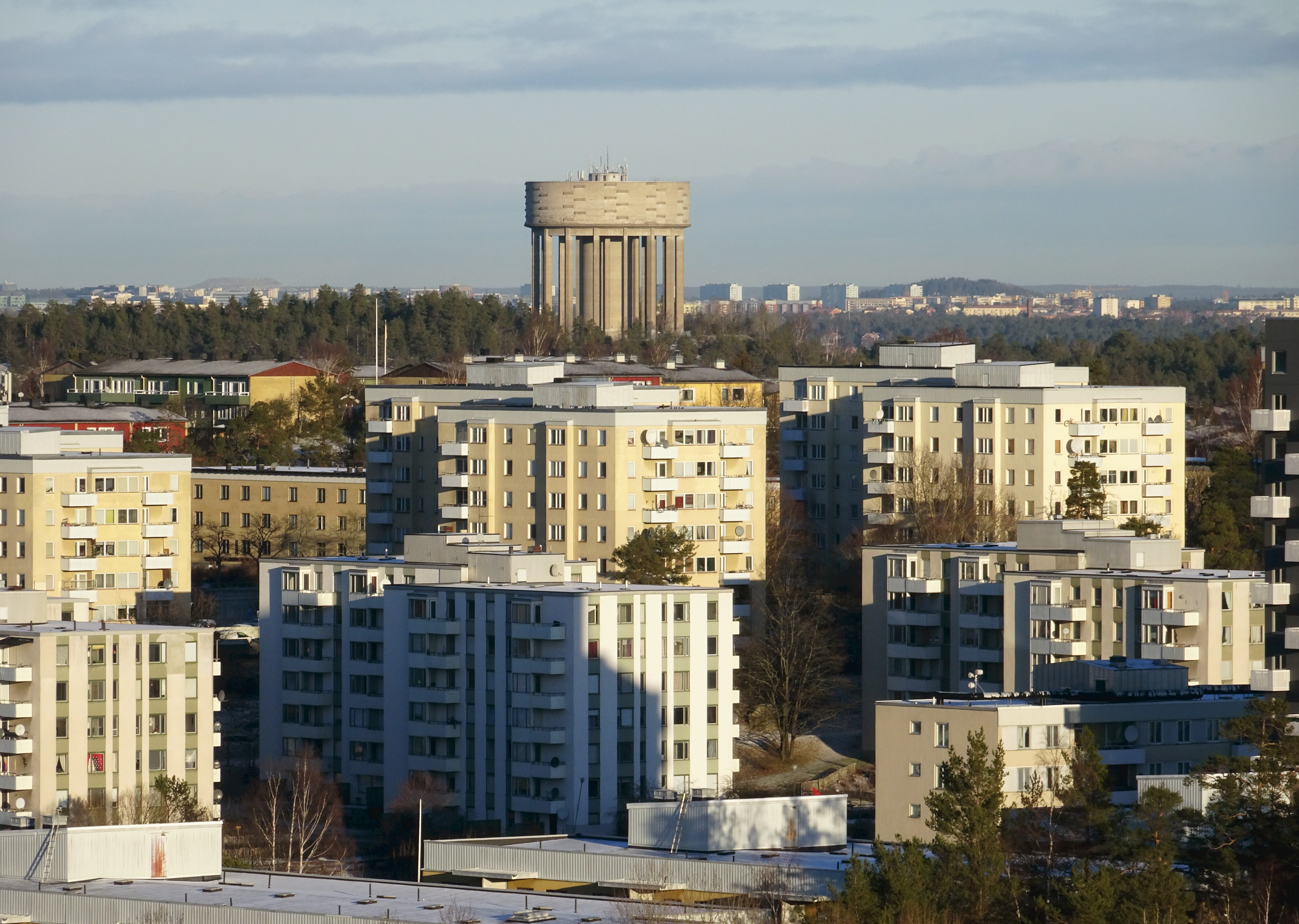
Vikingaberget.